# 山内豊房
山内 豊房（やまうち とよふさ）は、土佐藩5代藩主。

## 生涯
寛文12年（1672年）2月2日、山内氏の分家である武蔵国指扇山内家（新橋山内家）の当主・山内一俊の長男として生まれる。新橋山内家は、第2代藩主・山内忠義の弟である山内一唯から始まる家系で、一輝、一俊と続いた。同家は、武蔵国足立郡内3000石を支配する旗本であった。延宝3年（1675年）12月11日、父一俊が早世したので4歳で家督を継ぐ。武芸に優れ、歌や鞠もよくした。
本家の第4代藩主・山内豊昌に嗣子が無かったため、元禄2年（1689年）2月晦日に婿養子となる。それにともない、足立郡の領地は幕府に没収されて、旗本山内家は絶家となる。領民に貸与していた1500両も取り立てることはできず領民は安堵したという。同年3月15日、将軍徳川綱吉に御目見する。同年12月27日、従四位下、民部大輔に叙任する。元禄13年（1700年）11月12日、豊昌の死去により家督を継ぐ。同年12月21日、侍従に任官する。元禄15年（1700年）、池田綱政の娘菊姫と再婚する。
藩政においては風水害、城下の火災などに苦しめられた。このため、領民に対して救済措置をとり、元禄16年（1703年）には藩財政再建を目指して藩札を発行し、分家の山内規重（2代藩主山内忠義の弟重昌の裔）を奉行として登用し、緊縮財政政策を採用した。また、谷秦山を登用して学問を奨励するなどしたが、藩財政再建には失敗した。
宝永元年（1704年）7月2日、一族の山内豊成に蔵米1000俵を支給し、旗本にする。宝永3年（1706年）6月7日に死去、享年35。跡を弟の豊隆が継いだ。
墓所は国史跡の土佐藩主山内家墓所（高知県高知市筆山町）で公益財団法人土佐山内記念財団が管理団体となっている。山内家墓所の北側（高知市天神町）には筆頭菩提寺の真如寺が位置する。

## 系譜
- 父：山内一俊（1649-1675）
- 母：浄心院 - 鳥居忠春の娘
- 養父：山内豊昌（1641-1700）
- 正室：多代 - 国、高寿院、山内豊昌の娘
- 継室：菊姫 - 玉仙院、池田綱政の娘
- 養子
  - 男子：山内豊隆（1673-1720） - 山内一俊の次男